# 阿舒托什·慕克吉
阿舒托什·慕克吉爵士CSI FASB FRSE FRAS MRIA（英國化名，或者英國化為 Asutosh Mookerjee（阿蘇托什·慕克吉），1864年6月29日—1924年5月25日）是孟加拉教育家、法学家、大律師和数学家，是首個獲得加尔各答大学雙學位（數學硕士和物理學碩士）的學生。
他在建立法律大學學院（University College of Law）中扮演了重要的角色，他還在1908年建立了加尔各答数学学会并出任學會首位會長直到1923年。他還是1914年首屆印度科學大會的主席。阿舒托什學院也是在他的組織下於1916年成立，時任加尔各答大学校長。
他有着強的人格，高度自尊、勇敢、學術誠信，向英國政府不妥協的態度，被稱為“Banglar Bagh”（孟加拉之虎）。